# Sphinctomyrmex cedaris
Sphinctomyrmex cedaris é uma espécie de formiga do gênero Sphinctomyrmex.